# جون هابارد بيتشر
جون هابارد بيتشر (بالإنجليزية: John Hubbard Beecher)‏ هو قائد فرقة ‏ وملحن وعازف جاز أمريكي، ولد في 8 فبراير 1927، وتوفي في 6 أغسطس 1987.